# Матч СССР — США по лёгкой атлетике 1971
Матч СССР — США по лёгкой атлетике 1971 года прошёл в Беркли (Калифорния) на стадионе Эдвардс Стадиум 2—3 июля и стал единственным в истории этих матчей, который окончился вничью со счётом 186:186.
Вне конкурса в матче участвовали спортсмены нескольких стран, а в эстафетах — сборные «звёзд».

## Команды
Старшие тренеры сборных:
- СССР — Владимир Попов
- США — А. Маггард

Спортсмены обеих команд были очень молоды. Фактически они представляли собой олимпийские сборные 1972 года.

## Рекорды

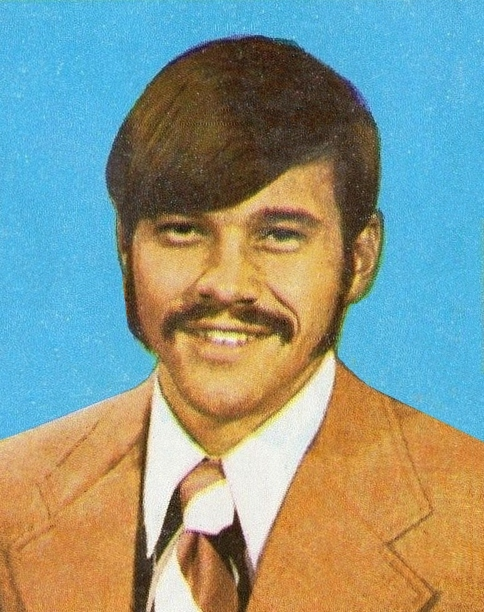
Патрик Матцдорф

Мировой рекорд в прыжках в высоту установил американец Патрик Матцдорф — 2,29 м. Это на один сантиметр выше, чем прыгнул Валерий Брумель из СССР восемь лет назад на матче 1963 года в Москве.

## Результаты

### Общий зачёт
|         | СССР | США |
| ------- | ---- | --- |
| Мужчины | 110  | 126 |
| Женщины | 76   | 60  |
| Всего   | 186  | 186 |

### Личный зачёт

#### 100 метров
| Мужчины | Мужчины            | Мужчины   |
| Место   | Спортсмен          | Результат |
| ------- | ------------------ | --------- |
| 1       | Валерий Борзов     | 10,5      |
| 2       | Джим Грин          | 10,5      |
| в/к     | Леннокс Миллер     | 10,6      |
| 3       |                    |           |
| в/к     | Дон Кворри         | 10,7      |
| 4       | Александр Корнелюк | 10,8      |

| Женщины | Женщины              | Женщины   |
| Место   | Спортсменка          | Результат |
| ------- | -------------------- | --------- |
| 1       | Айрис Дэвис          | 11,6      |
| в/к     | Раэлин Бойл          | 11,8      |
| 2       | Надежда Бесфамильная | 11,9      |
| 3       | Патриция Хоукинс     | 12,4      |
| в/к     | Джоан Портер         | 12,4      |
| 4       | Марина Никифорова    | 12,4      |

#### 200 метров
| Мужчины | Мужчины        | Мужчины   |
| Место   | Спортсмен      | Результат |
| ------- | -------------- | --------- |
| в/к     | Дон Кворри     | 20,7      |
| 1       | Вилли Деккард  | 21,0      |
| 2       |                |           |
| 3       |                |           |
| в/к     |                |           |
| 4       | Сергей Коровин | 21,4      |

| Женщины | Женщины              | Женщины   |
| Место   | Спортсменка          | Результат |
| ------- | -------------------- | --------- |
| в/к     | Раэлин Бойл          | 23,6      |
| 1       | Кэти Лоусон          | 23,7      |
| 2       | Надежда Бесфамильная | 23,9      |
| 3       |                      |           |
| 4       | Эстер Строй          | 24,1      |
| в/к     | А. Эдвардс           | 25,0      |

#### 400 метров
| Мужчины | Мужчины      | Мужчины   |
| Место   | Спортсмен    | Результат |
| ------- | ------------ | --------- |
| 1       | Фред Ньюхауз | 46,3      |
| 2       |              |           |
| в/к     |              |           |
| 3       | Семён Кочер  | 47,5      |
| 4       | Борис Савчук | 47,8      |
| в/к     |              |           |

| Женщины | Женщины                    | Женщины   |
| Место   | Спортсменка                | Результат |
| ------- | -------------------------- | --------- |
| 1       | Надежда Колесникова-Ильина | 54,7      |
| в/к     |                            |           |
| 2       | Эстер Строй                | 55,5      |
| 3       |                            |           |
| —       | Вера Попкова               | DNF       |

#### 800 метров
| Мужчины | Мужчины             | Мужчины   |
| Место   | Спортсмен           | Результат |
| ------- | ------------------- | --------- |
| 1       | Евгений Аржанов     | 1.47,3    |
| в/к     |                     |           |
| в/к     |                     |           |
| 2       | Юрис Лузинс         | 1.48,8    |
| 3       |                     |           |
| 4       | Станислав Мещерских | 1.48,5    |

| Женщины | Женщины             | Женщины   |
| Место   | Спортсменка         | Результат |
| ------- | ------------------- | --------- |
| 1       | Ниёле Сабайте       | 2.04,5    |
| 2       | Дорис Браун         | 2.04,7    |
| 3       |                     |           |
| 4       | Надежда Колесникова | 2.07,4    |
| в/к     |                     |           |
| в/к     |                     |           |

#### 1500 метров
У мужчин впервые в истории первые два места заняли бегуны СССР. Отсутствовали сильнейшие американские бегуны победитель матче 1969 года Марти Ликвори и мировой рекордсмен Джим Райан.
| Мужчины | Мужчины            | Мужчины   |
| Место   | Спортсмен          | Результат |
| ------- | ------------------ | --------- |
| 1       | Владимир Пантелей  | 3.43,2    |
| 2       | Михаил Желобовский | 3.43,4    |
| в/к     | Дик Квакс          | 3.45,2    |
| 3       |                    |           |
| 4       |                    |           |
| в/к     |                    |           |

| Женщины | Женщины          | Женщины   |
| Место   | Спортсменка      | Результат |
| ------- | ---------------- | --------- |
| 1       | Тамара Пангелова | 4.13,8    |
| 2       | Дорис Браун      | 4.14,6    |
| в/к     |                  |           |
| 3       | Людмила Брагина  | 4.19,9    |
| в/к     |                  |           |
| 4       | Кэти Джиббонс    | 4.34,0    |

#### 5000 метров
| Место | Спортсмен       | Результат |
| ----- | --------------- | --------- |
| 1     | Стив Префонтейн | 13.30,4   |
| 2     |                 |           |
| 3     | Владимир Афонин | 13.49.0   |
| в/к   |                 |           |
| 4     | Анатолий Верлан | 3.53,2    |
| в/к   |                 |           |

#### 10 000 метров
| Место | Спортсмен          | Результат |
| ----- | ------------------ | --------- |
| 1     | Рашид Шарафетдинов | 28.36,6   |
| 2     | Фрэнк Шортер       | 28.41,5   |
| 3     | Николай Свиридов   | 28.50,2   |
| в/к   |                    |           |
| 4     | Джеральд Линдгрен  | 30.08,4   |
| в/к   |                    |           |

#### 110/100 метров с барьерами
| Мужчины | Мужчины           | Мужчины   |
| Место   | Спортсмен         | Результат |
| ------- | ----------------- | --------- |
| 1       | Родней Милбэрн    | 14,0      |
| 2       |                   |           |
| в/к     |                   |           |
| в/к     |                   |           |
| 3       |                   |           |
| 4       | Александр Морозов | 14,3      |

| Женщины | Женщины              | Женщины   |
| Место   | Спортсменка          | Результат |
| ------- | -------------------- | --------- |
| 1       | Патриция Джонсон     | 13,6      |
| 2       | Валентина Тихомирова | 14,0      |
| в/к     |                      |           |
| 3       | Татьяна Кондрашёва   | 14,3      |
| 4       | Мэми Раллинз         | 14,3      |
| в/к     |                      |           |

#### 400 метров с барьерами
| Место | Спортсмен     | Результат |
| ----- | ------------- | --------- |
| в/к   | Джон Акии-Буа | 50,1      |
| 1     | Джеймс Сеймур | 50,5      |
| в/к   |               |           |
| 2     |               |           |
| 3     |               |           |
| 4     | Юрий Зорин    | 53,3      |

#### 3000 метров с препятствиями
| Место | Спортсмен        | Результат |
| ----- | ---------------- | --------- |
| 1     | Ромуальдас Битте | 8.41,0    |
| 2     |                  |           |
| 3     | Владимир Дудин   | 8.47,0    |
| 4     |                  |           |
| в/к   |                  |           |
| в/к   |                  |           |

#### Ходьба 20 км
| Место | Спортсмен     | Результат |
| ----- | ------------- | --------- |
| в/к   | Поль Нихилл   | 1:30.08,0 |
| 1     | Николай Смага | 1:30.08,0 |
| 2     |               |           |
| 3     |               |           |
| в/к   |               |           |
| 4     |               |           |

#### 4×100 метров
| Мужчины | Мужчины                                                                    | Мужчины   |
| Место   | Команда                                                                    | Результат |
| ------- | -------------------------------------------------------------------------- | --------- |
| в/к     | Сборная «звезд» Альфред Делей Карл Лоусон Дон Кворри Леннокс Миллер        | 39,1      |
| 1       | Сборная Айвори Крокетт Билл Тернер[уточнить] Уоррен Эдмонсон Джим Грин     | 39,5      |
| 2       | Сборная Александр Корнелюк Сергей Коровин Владимир Ловецкий Валерий Борзов | 39,8      |

| Женщины | Женщины                                                                         | Женщины   |
| Место   | Команда                                                                         | Результат |
| ------- | ------------------------------------------------------------------------------- | --------- |
| 1       | Сборная Орьен Браун Мэттлин Рендер Патриция Хоукинс Айрис Дэвис                 | 45,2      |
| 2       | Сборная Алла Смирнова Татьяна Кондрашёва Марина Никифорова Надежда Бесфамильная | 45,4      |
| в/к     | Сборная «звезд» Д. Писи А. Эдвардс Джоан Портер Раэлин Бойл                     | 45.8      |

#### 4×400 метров
| Мужчины | Мужчины         | Мужчины   |
| Место   | Команда         | Результат |
| ------- | --------------- | --------- |
| 1       | Сборная         | 3.02,9    |
| в/к     | Сборная «звезд» | 3.08,4    |
| 2       | Сборная         | 3.11,8    |

| Женщины | Женщины                                                                                 | Женщины   |
| Место   | Команда                                                                                 | Результат |
| ------- | --------------------------------------------------------------------------------------- | --------- |
| 1       | Сборная Любовь Финогенова Людмила Аксёнова Наталья Чистякова Надежда Колесникова-Ильина | 3.36,0    |
| 2       | Сборная                                                                                 | 3.38,1    |
| в/к     | Сборная «звезд»                                                                         | 3.44,1    |

#### Высота
- Прыжок Патрика Матцдорфа[англ.] на 2,29 м

| Мужчины | Мужчины           | Мужчины   |
| Место   | Спортсмен         | Результат |
| ------- | ----------------- | --------- |
| 1       | Патрик Матцдорф   | 2,29 WR*  |
| 2       | Рейнальдо Браун   | 2,21      |
| 3       | Кестутис Шапка    | 2,18      |
| 4       | Bалентин Гаврилов | 2,18      |
| в/к     |                   |           |
| в/к     |                   |           |

| Женщины | Женщины           | Женщины   |
| Место   | Спортсменка       | Результат |
| ------- | ----------------- | --------- |
| 1       | Антонина Лазарева | 1,83      |
| 2 и в/к | Нина Ждан         | 1,80      |
| 2 и в/к |                   | 1,80      |
| 3       |                   |           |
| в/к     |                   |           |
| 4       |                   |           |

#### Шест
| Место | Спортсмен           | Результат |
| ----- | ------------------- | --------- |
| 1     | Дейв Робертс        | 5,31      |
| 2     | Юрий Исаков         | 5,00      |
| 3     | Геннадий Гусев      | 5,00      |
| в/к   | Христос Папаниколау | 5,00      |
| 4     |                     |           |

#### Длина
| Мужчины | Мужчины            | Мужчины   |
| Место   | Спортсмен          | Результат |
| ------- | ------------------ | --------- |
| 1       | Арни Робинсон      | 7,89      |
| 2       | Игорь Тер-Ованесян | 7,84      |
| 3       |                    |           |
| 4       |                    |           |
| в/к     |                    |           |

| Женщины | Женщины       | Женщины   |
| Место   | Спортсменка   | Результат |
| ------- | ------------- | --------- |
| 1       | Уилли Уайт    | 6,51      |
| 2       | Алла Смирнова | 6,34      |
| 3       |               |           |
| 4       |               |           |
| в/к     |               |           |
| в/к     |               |           |

#### Тройной
| Место | Спортсмен         | Результат |
| ----- | ----------------- | --------- |
| 1     | Виктор Санеев     | 17,01     |
| 2     | Геннадий Бессонов | 16,86 PB  |
| 3     | Джон Крафт        | 16,83     |
| в/к   |                   |           |
| 4     |                   |           |

#### Ядро
| Мужчины | Мужчины         | Мужчины   |
| Место   | Спортсмен       | Результат |
| ------- | --------------- | --------- |
| 1       | Рэнди Матсон    | 20,16     |
| 2       | Карл Залб       | 19,81     |
| 3       | Валерий Войкин  | 19,54     |
| 4       | Римантас Плунге | 19,13     |
| в/к     | Лес Миллс       | 18,77     |
| в/к     |                 |           |

| Женщины | Женщины          | Женщины   |
| Место   | Спортсменка      | Результат |
| ------- | ---------------- | --------- |
| 1       | Надежда Чижова   | 18,57     |
| 2       | Антонина Иванова | 18,55     |
| 3       |                  |           |
| в/к     |                  |           |
| 4       |                  |           |
| в/к     |                  |           |

#### Диск
| Мужчины | Мужчины        | Мужчины   |
| Место   | Спортсмен      | Результат |
| ------- | -------------- | --------- |
| 1       | Тим Воллмер    | 62,60     |
| 2       | Владимир Ляхов | 61,49     |
| 3       |                |           |
| в/к     | Лес Миллс      | 58,52     |
| 4       |                |           |

| Женщины | Женщины         | Женщины   |
| Место   | Спортсменка     | Результат |
| ------- | --------------- | --------- |
| 1       | Фаина Мельник   | 62,38     |
| 2       | Тамара Данилова | 57,27     |
| 3       |                 |           |
| в/к     |                 |           |
| в/к     |                 |           |
| 4       |                 |           |

#### Молот
| Место | Спортсмен          | Результат |
| ----- | ------------------ | --------- |
| 1     | Анатолий Бондарчук | 70,79     |
| в/к   |                    |           |
| 2     | Василий Хмелевский | 67,76     |
| в/к   |                    |           |
| 3     |                    |           |
| 4     |                    |           |

#### Копьё
| Мужчины | Мужчины       | Мужчины   |
| Место   | Спортсмен     | Результат |
| ------- | ------------- | --------- |
| 1       | Янис Дониньш  | 89,28 PB  |
| 2       | Янис Лусис    | 82,46     |
| 3       |               |           |
| 4       | Кэри Фельдман | 79,46     |
| в/к     |               |           |
| в/к     |               |           |

| Женщины | Женщины         | Женщины   |
| Место   | Спортсменка     | Результат |
| ------- | --------------- | --------- |
| 1       | Нина Маракина   | 56,61     |
| 2       |                 |           |
| 3       | Эльвира Озолина | 54,12     |
| в/к     |                 |           |
| 4       |                 |           |

#### Десятиборье
| Место | Спортсмен      | Результат                                                     |
| ----- | -------------- | ------------------------------------------------------------- |
| 1     | Русс Ходж      | 7698 (11,0—7,13—16,18—1,90—50,3—15,4—45,31—3,90—63,04—4.51,5) |
| 2     |                |                                                               |
| 3     |                |                                                               |
| 4     | Николай Авилов | 7570 (11,7—7,05—13,25—2,03—50,7—14,9—44,75—4,00—59,00—4.33,9) |
| в/к   |                |                                                               |